# Rhodeus ocellatus
Espèce
Statut de conservation UICN

 DD  : Données insuffisantes
Rhodeus ocellatus est une espèce de poissons téléostéens de la famille des Cyprinidae et de l'ordre des Cypriniformes.

## Galerie

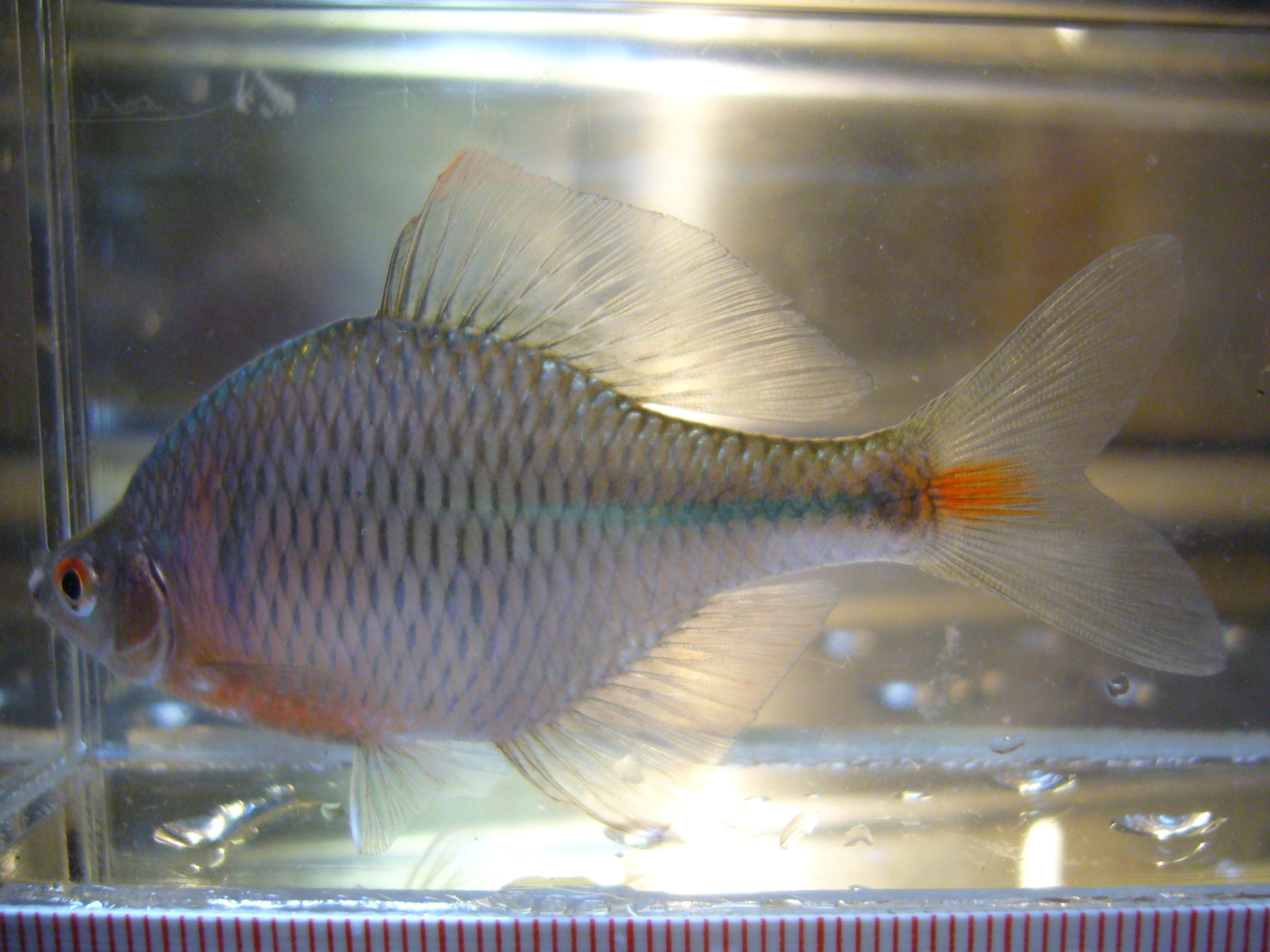